# モンパンテーロ
モンパンテーロ（伊: Mompantero）は、イタリア共和国ピエモンテ州トリノ県にある、人口約600人の基礎自治体（コムーネ）。

## 地理

### 位置・広がり

#### 隣接コムーネ
隣接するコムーネは以下の通り。
- ブッソレーノ
- ジャリオーネ
- ノヴァレーザ
- スーザ
- ウッセーリオ
- ヴェナーウス

## 行政

### 分離集落
モンパンテーロには、以下の分離集落（フラツィオーネ）がある。
- Grangia, Marzano, Pietrastretta, San Giuseppe, Seghino, Trinità, Urbiano